# Costel
Costel este un nume românesc, prescurtarea de la Constantin. 
În anul 2013, în România 79.871 bărbați purtau numele de Costel, 32.728 - Costică, 656 -  Costi și 325 - Costeluș.